# Календар виборів 2021

Карта виборів 2021 року:
Президентські
Парламентські
Загальні
Референдуми
Референдуми та загальні вибори
Немає виборів та референдумів

Даний національний виборчий календар на 2021 рік включає перелік прямих національних / федеральних виборів, які мають бути проведені у 2021 році у всіх суверенних державах та залежних від них територіях. Також до списку включені національні референдуми. Конкретні дати вказані там, де вони відомі.

## Розклад

### Січень
- 10 січня:
  -  Казахстан, парламентські вибори[en][1]
  -  Киргизстан, президентські вибори[en] (дострокові)[2][3] та референдум[en][4]
- 14 січня  Уганда, президентські та парламентські вибори (1-й тур)[en][5]
- 17 січня  Україна: Місцеві вибори (2-й тур): вибори міських голів у Борисполі, Броварах і Новгород-Сіверському[6]
- 24 січня:
  -  Португалія, президентські вибори
  -  Україна, Місцеві вибори (2-й тур): вибори міського голови у Конотопі, голів Брошнів-Осадської селищної ради (Івано-Франківська область), Уланівської (Вінниччина) та Мурованської (Львівщина) сільських рад[7]

### Лютий
- 7 лютого:
  -  Еквадор, президентські (1-й тур) та парламентські вибори[8]
  -  Ліхтенштейн, парламентські вибори[en][9]
- 8 лютого:  Уганда, парламентські вибори (2-й тур)[en][5]
- 14 лютого:
  -  Центральноафриканська Республіка, парламентські вибори (2-й тур)[en]
  -  Косово (Сербія), парламентські вибори[fr][10][11][12]
- 19 лютого:  Острови Теркс і Кайкос (Велика Британія), загальні вибори[en][13]
- 21 лютого:
  -  Лаос, парламентські вибори[en]
  -  Нігер, президентські вибори (2-й тур)[en][14]
- 28 лютого:  Сальвадор, парламентські вибори[en]

### Березень
- 2 березня:  Федеративні Штати Мікронезії, Парламент парламентські вибори[en][15]
- 3 березня:  Пакистан, парламентські вибори до Сенату[en]
- 6 березня:  Кот-д'Івуар, вибори до Національної асамблеї[fr][16]
- 7 березня:  Швейцарія, референдум[fr]
- 14 березня:  Центральноафриканська Республіка, загальні вибори (1/2 раунди)[en][17]
- 17 березня:  Нідерланди, вибори до Палати представників[en]
- 19 березня:  Кюрасао ( Нідерланди), парламентські вибори[fr][18][19]
- 21 березня:  Республіка Конго, президентські вибори[fr][20]
- 23 березня:  Ізраїль, дострокові парламентські вибори[en][21][22]
- 28 березня:  Туркменістан, парламентські вибори до Народної ради[en][23][24]

### Квітень
- 4 квітня  Болгарія, парламентські вибори[en][25]
- 6 квітня  Гренландія (Данія), парламентські вибори[en][26]
- 9 квітня:
  -  Джибуті, президентські вибори [en][27]
  -  Самоа, парламентські вибори[en][28]
- 11 квітня:
  -  Бенін, президентські вибори [en][29]
  -  Чад, президентські вибори[en]
  -  Еквадор, президентські вибори (2-й тур)
  -  Чилі, Установчі збори (2-й тур)[en][30]
  -  Киргизстан, конституційний референдум[en][31][32]
  -  Перу, президентські та парламентські вибори [en][33]
- 14 квітня:  Кайманові Острови (Велика Британія), президентські вибори (2-й тур)[en][34]
- 18 квітня  Кабо-Верде, парламентські вибори[en][35]
- 25 квітня: 
  -  Албанія, Парламентські вибори в Албанії 2021[36]

### Травень
- 15 - 16 травня:  Чилі, парламентські вибори[en][37][38]
- 23 травня:  В'єтнам, парламентські вибори[en][39]
- 26 травня:  Сирія, президентські вибори[en][40]
- 30 травня:  Кіпр, парламентські вибори[en][41]
- 31 травня: Сомаліленд, вибори до Палати представників[en][42]

### Червень
- 6 червня:
  -  Мексика, парламентські вибори[en]
  -  Перу, президентські вибори (2-й тур)[en][33]
- 9 червня:  Монголія, президентські вибори [en][43]
- 12 червня:  Алжир, парламентські вибори[en]
- 13 червня:  Швейцарія, референдум[en][44]
- 18 червня:  Іран, Вибори Президента Ірану 2021
- 20 червня:  Вірменія, Парламентські вибори у Вірменії 2021[45]
- 21 — 22 червня:  Ефіопія, парламентські вибори (1-й тур)[en][46][47]
- 24 червня:  Гібралтар (Велика Британія), референдум[en][48]
- 25 червня:  Аруба (Нідерланди), парламентські вибори[en][49]

### Липень
- 11 липня: 
  -  Болгарія, парламентські вибори[en][50]
  -  Молдова, парламентські вибори[51]
  -  Словенія, референдум[52]
- 18 липня:  Сан-Томе і Принсіпі, президентські вибори (1-й тур)[en][53]
- 26 липня:  Сент-Люсія, парламентські вибори[en][54][55]

### Серпень
- 1 серпня:  Мексика, референдум[en]
- 12 серпня:  Замбія, Загальні вибори[en][56]

### Вересень
- 5 вересня:  Сан-Томе і Принсіпі, президентські вибори (2-й тур)[en][57][58][59]
- 8 вересня:  Марокко, парламентські вибори[en]
- 12 вересня:  Макао (КНР), парламентські вибори [en][60]
- 13 вересня:  Норвегія, парламентські вибори[en]
- 16 вересня:  Багамські Острови, загальні вибори[en][61]
- 17 - 19 вересня:  Росія, вибори до Державної думи, Єдиний день голосування[62]
- 19 вересня:  Гонконг (КНР), парламентські вибори[en]
- 20 вересня:  Канада, парламентські вибори[en][63][64]
- 23 вересня:  Острів Мен (Велика Британія), загальні вибори[en][65]
- 25 вересня:  Ісландія, парламентські вибори[en]
- 26 вересня:
  -  Німеччина, парламентські вибори
  -  Швейцарія, референдум[en][44]
  -  Сан-Марино, референдум[66]
- 30 вересня:  Ефіопія, парламентські вибори (2-й тур)[en][47][67]

### Жовтень
- 2 жовтня:  Катар, загальні вибори[en][68]
- 8 – 9 жовтня:  Чехія, Палата депутатів
- 10 жовтня:  Ірак, парламентські вибори[en][69]
- 17 жовтня:  Кабо-Верде, президентські вибори [en][35]
- 24 жовтня:  Узбекистан, президентські вибори[en][70]
- 31 жовтня:  Японія, вибори до Палати представників [ja] та Вибори до Верховного суду[en][71]

### Листопад
- 4 листопада:  Фолклендські Острови (Велика Британія), парламентські вибори[en][72]
- 7 листопада:  Нікарагуа, президентські і парламентські вибори[en]
- 14 листопада:
  -  Аргентина, вибори до Палати депутатів і Сенату[en][73]
  -  Болгарія, президентські (1-й раунд) і парламентські вибори[en][74]
- 18 листопада:  Тонга, парламентські вибори[en][75]
- 21 листопада: 
  -  Чилі, президентські (1-й тур) та парламентські вибори[en][76]
  -  Болгарія, президентські вибори (2-й раунд)[en][74]
- 28 листопада:
  -  Гондурас, президентські і парламентські вибори[en][77][78]
  -  Киргизстан, парламентські вибори[en][79]
  -  Швейцарія, референдум[en][44]

### Грудень
- 4 грудня:  Гамбія, президентські вибори[en][80]
- 12 грудня:
  -  Нова Каледонія (Франція), референдум про незалежність[en][81]
  -  Придністров'я (Молдова), президентські вибори[en][82]
- 18 грудня:  Тайвань (КНР), референдум[en][83]
- 19 грудня:
  -  Чилі, президентські вибори (2-й тур)[en][84]
  -  Гонконг (КНР), парламентські вибори[en][85]

## Непрямі вибори
Наступні непрямі вибори глав держав та верхніх палат двопалатних законодавчих органів повинні відбутися шляхом голосування в обраних нижніх палатах, однопалатних законодавчих органах чи колегіях виборників:
- 30 січня та 6 лютого:  Габон, вибори Сенату[fr][86]
- 22 березня:  Лаос, Президентські вибори[fr][87]
- 28 березня:  Туркменістан, парламентські вибори до Туркменської народної ради[en][88][89]
- 1 квітня:  Сан-Марино, капітан-регент
- 3 - 4 квітня:  Косово (Сербія), Президентські вибори[en]
- 5 квітня:  В'єтнам, Президентські вибори[fr][90]
- 2 червня:  Ізраїль, президентські вибори[en]
- 30–31 серпня:  Естонія, президентські вибори[en]
- 17 вересня:  Сан-Марино, капітан-регент
- 5 жовтня:  Марокко, Палата радників
- 20 жовтня:  Барбадос, президентські вибори[en][91]
- 22 жовтня:  Фіджі, президентські вибори[92]
- Алжир, Рада нації (грудень)
- Австрія, Федеральна рада (частково, лише Верхня Австрія)[93]
- Індія, Рада держав
- Ірак, президент
- Малайзія, Сенат
- Марокко, Дім радників
- Сомалі, президент

## Не відбулися
- 24 грудня:  Лівія, президентські та парламентські вибори[en][94]